# Xanthostemon petiolatus
Xanthostemon petiolatus är en myrtenväxtart som först beskrevs av Theodoric Valeton, och fick sitt nu gällande namn av Peter G.Wilson. Xanthostemon petiolatus ingår i släktet Xanthostemon och familjen myrtenväxter.
Artens utbredningsområde är Sulawesi. Inga underarter finns listade i Catalogue of Life.